# Deutscher Katecheten-Verein

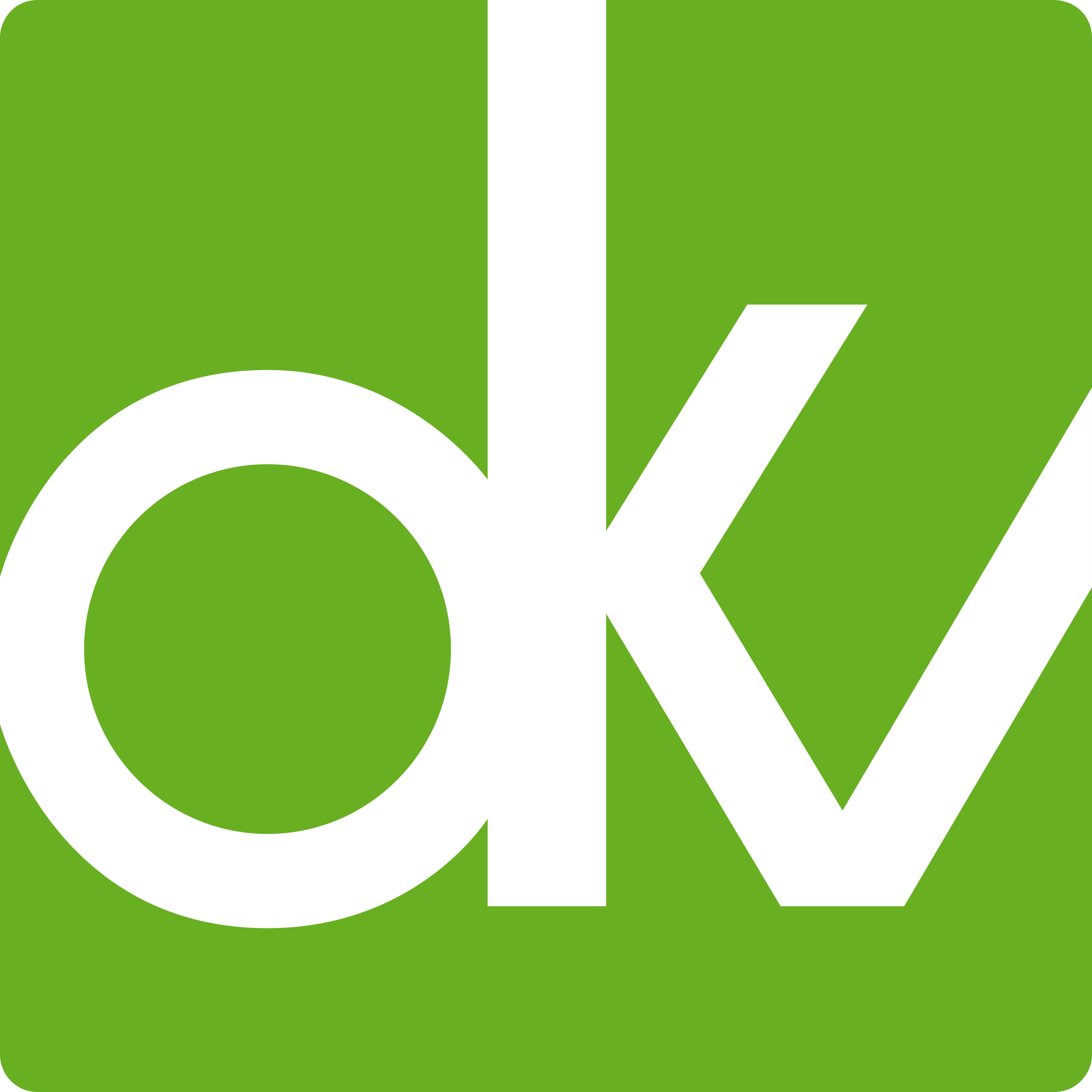
Logo des Deutschen Katecheten-Verein e. V.

Der Deutsche Katecheten-Verein e. V. (dkv) ist ein katholischer Verein, der sich in den Bereichen Religionspädagogik, Religionsunterricht und Gemeinde-Katechese engagiert. Er setzt sich für die Weiterentwicklung und Zukunftsfähigkeit religiöser Bildung und Erziehung innerhalb der römisch-katholischen Kirche ein.

## Geschichte
20 Priester gründeten am 25. Oktober 1887 den Münchener Katechetenverein.
1921 weitete er sich über die bayerischen Bistümer hinaus aus und damit war der Deutsche Katecheten-Verein  gegründet. Zunächst war der dkv ein Verein ausschließlich für Priester, doch schon 1925 durften auch Religionslehrer und -lehrerinnen in den Verein eintreten, die die „missio canonica“ erworben hatten.

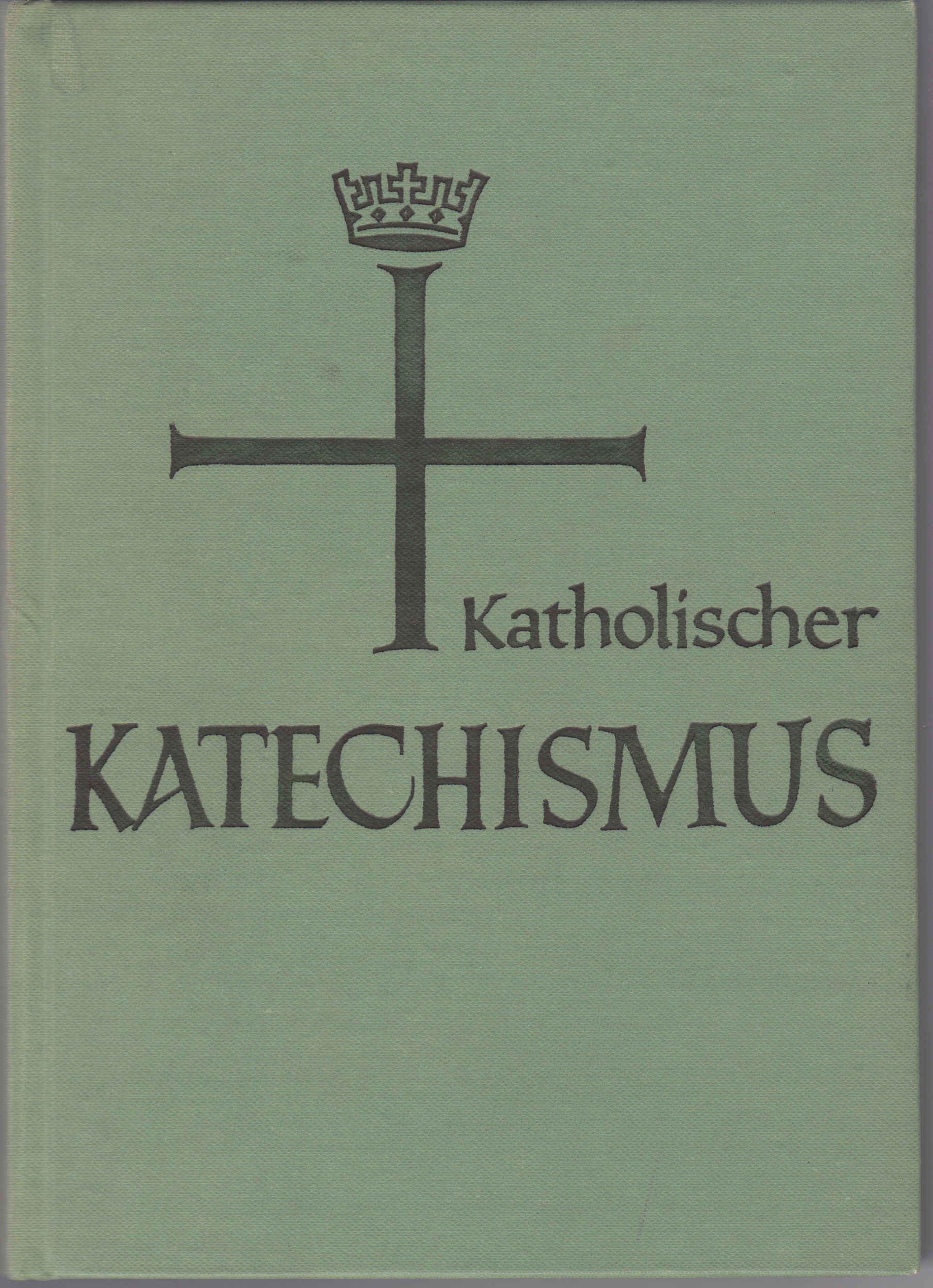
Ausgabe 1959

1938 erfolgte der Auftrag der Fuldaer Bischofskonferenz an den DKV, einen neuen Katechismus zu erstellen. Dieser erschien unter dem Titel „Katholischer Katechismus der Bistümer Deutschlands“ bedingt durch die Kriegswirren erst im Jahre 1955. Innerhalb kurzer Zeit wurde der „Grüne Katechismus“, wie er im Alltag genannt wurde, in 30 Sprachen übersetzt.
1980 veröffentlichte der DKV den Katechismus „Grundriss des Glaubens“ als Ergänzung zu den bestehenden Religionsbüchern.
Der Rat der Europäischen Bischofskonferenz (CCEE) beauftragte den DKV mit der Organisation des Europäischen Kongresses, der 1993 unter dem Motto „Welche katechetischen Herausforderungen stellen sich in einem pluri-kulturellen und pluri-religiösen Europa?“ in Freising stattfand. Dieser Kongress befasste sich mit der politischen Lage in Europa, den Chancen einer Evangelisierung und den Konsequenzen und Perspektiven der katechetischen Arbeit.

## Vorsitzende
- Andreas Seidl (1887–1888)
- Theodor Becker, Karl Schermer, Theodor Becker und F. X. Taubenberger (1888–1898)
- Josef Pichler (1898–1908)
- Anton Scharnagl (1908–1911)
- Heinrich Stiglitz (1911–1916)
- Heinrich Mayer (1916–1919)
- Gustav Götzel (1919–1950)
- Hubert Fischer (1950–1970)
- Adolf Exeler (1970–1983)
- Karl Heinz Schmitt (1983–2003)
- Marion Schöber (2003–2023) – erste Frau an der Spitze des Vereins, alle früheren Vorsitzenden waren Priester gewesen.
- Michael Wedding (seit 2023)

## Schwerpunkte
Der DKV setzt sich für religiöse Bildung und Erziehung ein, die lebendig und zukunftsfähig ist.
Er veranstaltet Kongresse, Fachtagungen und Fortbildungen auf Diözesan- und Bundesebene und veröffentlicht praxisgerechte Arbeitshilfen.
Da Kinder, Jugendliche und Erwachsene Religion und Glauben an unterschiedlichen Orten beispielsweise in Familie, Schule und Pfarrgemeinde, in Kindertageseinrichtungen, in der Jugendpastoral, in Einrichtungen der Heil- und Sonderpädagogik oder in der Erwachsenenbildung lernen, vernetzt der DKV  diese unterschiedlichen Handlungsfelder der religiösen Bildung und Erziehung.
Der DKV mischt sich in die Auseinandersetzung um den Stellenwert religiöser Bildung und Erziehung ein. Er fordert umfassende Bildung und ist gegen deren Reduzierung auf Verwertungswissen und berufsorientierte Qualifizierung.

## Publikationen
Zusammen mit der Arbeitsstelle für Jugendseelsorge der Deutschen Bischofskonferenz ist der DKV Herausgeber der Fachzeitschrift „Katechetische Blätter“, die sechsmal im Jahr beim Grünewald-Verlag, bis 2016 beim Kösel-Verlag, erscheinen. Für Religionslehrerinnen und -lehrer veröffentlicht er die Arbeitshilfe „Materialbrief RU“ (=Religionsunterricht) und für Haupt- und Ehrenamtliche in der Pfarrgemeinde die Arbeitshilfe „Materialbrief GK“ (= Gemeindekatechese) und für Jugend- und Schulseelsorger den Materialbrief „Gebet und Gottesdienst“.
Der DKV veröffentlichte im September 1990 einen „Offenen Brief an alle, die in der Glaubensvermittlung engagiert sind.“ Dieser Brief war eine Ermutigung für alle, die berufsmäßig Glauben vermitteln, aber unter dem zurückgegangenen Stellenwert von Glauben und Kirche leiden oder zumindest spüren, wie dies ihre Aufgabe der Glaubensvermittlung behindert.
In dem Papier „Gemeindekatechese an ihren Grenzen? Einladung zum aufrechten und aufrichtenden Dialog“ geht der DKV 1992 auf die veränderte Situation von Gemeindekatechese und Sakramenten-Pastoral ein und formuliert Konsequenzen für die katechetische Arbeit.

## Veranstaltungen
Der DKV veranstaltet regelmäßige, wiederkehrende Tagungen, aber auch einmalige Fortbildungen und Kongresse.

### Regelmäßig
Die religionspädagogische Jahrestagung findet jährlich im Wechsel als nationale Tagung in Deutschland und als internationale Tagung im europäischen Ausland statt. Hier referieren namhafte Religionspädagogen wie Rudolf Englert (D), Hans Mendl (D), Hubertus Halbfas (D), Helga Kohler-Spiegel (Ö), Agnes Wuckelt (D) oder bedeutende Theologen wie Paul Zulehner, Johann Baptist Metz, Gotthard Fuchs.
Zusammen mit dem evangelischen „Comenius Institut“ organisiert der DKV alle zwei Jahre das „Forum für Heil- und Religionspädagogik“, das im deutschsprachigen Raum eine besondere Stellung einnimmt. Das Berufsschulsymposion und die Fachtagung für Gemeindekatechese finden ebenfalls im Zweijahresrhythmus statt.
Seit 1982 veranstaltet der DKV jeden Sommer im Kardinal-Döpfner-Haus in Freising die „Freisinger Musische Werkwoche“. Seit 1986 gibt es die „Holthausener Musische Werkwoche“ im Ludwig-Windthorst-Haus in Lingen und seit 1998 die „Nauroder Musische Werkwoche“ im Wilhelm-Kempf-Haus in Wiesbaden. Zusammen mit der Päpstlichen Universität der Salesianer in Rom und der Arbeitsgemeinschaft Katholische Religionspädagogik und Katechetik (AKRK) organisiert der DKV alle zwei Jahre ein deutsch-italienisches Treffen von Religionspädagoginnen und -pädagogen, sowie Katechetikerinnen und Katechetiker. Dieses wird durch die Deutsche Forschungsgemeinschaft (DFG) gefördert und findet wechselweise im süddeutschen Raum oder in Oberitalien/Südtirol statt.
Bei dem deutsch-französischen Treffen, welches der DKV allein veranstaltet, geht es um den Erfahrungsaustausch über die Lage von Religionsunterricht und Katechese in den beiden Ländern. Bisher fand das Treffen 1999 und 2002 statt.

### Einmalig
- 1983 fand der Katechetische Kongress „Miteinander glauben lernen in Familie, Gemeinde, Schule“ in Freiburg statt.
- 1987 stand der Katechetische Kongress in München unter dem Motto „In vielen Sprachen einmütig. Glauben lernen in Europa“.
- Der Europäische Kongress „Welche katechetischen Herausforderungen stellen sich in einem pluri-kulturellen und pluri-religiösen Europa?“, wurde 1993 vom DKV im Auftrag des Rates der Europäischen Bischofskonferenz organisiert.
- 1997 stand der Katechetische Kongress in Würzburg unter dem Thema „Stimmen der Sehnsucht“. Dabei ging es um die sensible Wahrnehmung menschlicher Sehnsüchte heute, um kritische Unterscheidung und behutsame Unterstützung einer Kultur der Sehnsucht, in der das christliche Hoffnungspotential fruchtbar integriert ist.

## Stellung innerhalb der Kirche
Heftige innerkirchliche Auseinandersetzungen löste der DKV 1992 aus. Unter dem Titel „Religionsunterricht in der Schule“ plädierte er in 12 Thesen für die Verankerung des Religionsunterricht in der öffentlichen Schule und erläuterte die theologisch und anthropologisch notwendigen Rahmenbedingungen. Das Plädoyer warb zudem für die Möglichkeiten eines konfessionell kooperativen Religionsunterrichts.
Im gleichen Jahr lehnte er in einem offenen Schreiben den Modellversuch LER (Lebenskunde/Ethik/Religion) im Bundesland Brandenburg ab.
1995 erschien die Erklärung der Bischofskonferenz „Die bildende Kraft des Religionsunterrichts“. In 10 Anmerkungen zu dieser Erklärung formulierte der Vorstand des DKV eine Stellungnahme, in der die positiven Ansätze gewürdigt, aber auch problematische Aspekte angefragt werden.
Die Unstimmigkeiten, die 1992 durch das Plädoyer entstanden waren, konnten auf dem Katechetischen Kongress 1997 in Würzburg zwischen dem Vorsitzenden des DKV Karl-Heinz Schmitt und dem Vorsitzenden der deutschen Bischofskonferenz Karl Kardinal Lehmann geklärt werden.

## Struktur
Der DKV besteht aus 25 Diözesanverbänden, aus denen heraus der DKV-Vorstand gewählt wird, der von neun Personen gebildet wird.
Die Schriftleiterin der Zeitschrift Katechetische Blätter gehört als geborenes Mitglied dem Vorstand an (zurzeit Rita Burrichter).
Einschneidende Änderungen und Beschlüsse müssen vom Vertretertag, dem obersten Beschlussgremium, verabschiedet werden, das einmal im Jahr tagt. Hier haben neben den Stimmen aus den Diözesanverbänden auch katholische Einrichtungen und Institutionen ein Stimmrecht.
Die Geschäftsstelle des DKV mit den drei Fachreferaten Religionsunterricht, Gemeindekatechese und Sonderpädagogik sowie einem Buch- und Materialdienst befindet sich in München.
Dem DKV assoziiert ist die Arbeitsgemeinschaft Katholischer Religionspädagogik und Katechetik.